# ألبرت روز
ألبرت روز (بالإنجليزية: Albert Rose (physicist))‏ (و. 1910 – 1990 م) هو فيزيائي، ومهندس من الولايات المتحدة الأمريكية.
وكان عضواً في جمعية مهندسي الكهرباء والإلكترونيات .

## التعليم
تعلم في جامعة كورنيل

## جوائز
حصل على جوائز منها:
- وسام إديسون (1979).